# 郡市対抗県下一周駅伝大会
長崎県下郡市対抗駅伝競走大会（ぐんしたいこうけんかいっしゅうえきでんたいかい）は、毎年2月中旬に開催される長崎県の各地区対抗の駅伝大会。主催は長崎新聞社・長崎陸上競技協会。2024年までは郡市対抗県下一周駅伝大会として開催されれていた。

## 概要
長崎県内広域をコースとする駅伝としては1928年（昭和3年）9月16日に開催された「県下青年駅伝競走」がその最初となる。長崎新聞社（現在の長崎新聞社とは別経営）が日曜長崎版の発刊を記念して行ったもので、長崎県庁舎前から雲仙神社前で折り返し長崎新聞社前までの約128kmで12チームにより競われた。
第二次世界大戦後、1952年（昭和27年）に第1回の「県下郡市対抗駅伝」が行われた。長崎民友新聞社と長崎県陸上協会の主催で、佐世保市と長崎市の間93.4kmを7区に分けて競われた。以後、区間の変遷を経て、第30回大会以降はおおむね現在の形態となった。しかし2020年の大会後、コロナの影響で3年開催されず、24年1月26日から28日まで開催された第70回最後の大会で西彼・西海チー厶が優勝した。

### 日程及びコース
離島と西彼杵郡長与町を除く長崎県下の全市町域を通過していた。
前述の通り2025年の第71回大会ではトランスコスモススタジアムを発着点とする周回コースで行われる。

## 参加チーム
2010年の参加チーム（五十音順）。色名はチームカラー。
- 壱岐（壱岐市）赤白
- 諫早（諫早市）茶
- 大村・東彼（大村市・東彼杵郡）柿
- 五島（五島市・南松浦郡）黄緑
- 佐世保（佐世保市）青
- 島原半島（島原市・雲仙市・南島原市）桃
- 西彼・西海（西彼杵郡・西海市）水
- 長崎（長崎市）赤
- 対馬（対馬市）黄
- 平戸（平戸市）紫
- 北松・松浦（北松浦郡・松浦市）緑

### 市町村対抗駅伝を行っている他の都道府県
- 青森県（青森県民駅伝競走大会）
- 岩手県（一関・盛岡間駅伝競走大会）
- 山形県（山形県縦断駅伝競走大会）
- 福島県（市町村対抗福島県縦断駅伝競走大会）
- 栃木県（栃木県郡市町対抗駅伝）
- 新潟県（新潟県縦断郡市対抗駅伝競走大会）
- 長野県（長野県市町村対抗駅伝競走大会）
- 神奈川県（市町村対抗かながわ駅伝競走大会）
- 静岡県（しずおか市町村対抗駅伝）
- 愛知県（愛知県市町村対抗駅伝競走大会）
- 三重県（美（うま）し国三重市町対抗駅伝）
- 和歌山県（和歌山県市町村対抗ジュニア駅伝競走大会）
- 兵庫県（兵庫県郡市区対抗駅伝）
- 香川県（郡市対抗源平駅伝）
- 徳島県（徳島駅伝）
- 高知県（県市町村対抗駅伝）
- 佐賀県（郡市対抗県内一周駅伝大会）
- 鹿児島県（鹿児島県下一周市郡対抗駅伝競走大会）

## 参考資料
「長崎県スポーツ史」（1988年、長崎県体育協会長崎県スポーツ史刊行委員会編、長崎県体育協会・長崎新聞社刊）